# Never Say Goodbye (album)
Never Say Goodbye er et uofficielt dobbelt livealbum af den danske gruppe Gangway, udgivet i Japan i 2001. Albummet er optaget 4. december 1994 på spillestedet On Air West i Shibuya, Tokyo under en turne i Japan.

## Spor
Alt tekst og musik er skrevet af Henrik Balling, undtagen hvor noteret.

### CD1
1. "Once Bitten, Twice Shy" – 2:56
2. "Violence, Easter and Christmas" – 3:18
3. "Call Up" – 3:08
4. "Sitting in the Park" – 3:22
5. "Everything We've Ever Had" – 4:16
6. "Biology" – 3:20
7. "Strawberry Coat" – 3:08
8. "Going Away" – 3:35
9. "Believe in Me" – 3:41
10. "World of Difference" (Allan Jensen) – 3:43
11. "Everything Seems to Go My Way" – 4:20
12. "Scream" – 3:51
13. "Sisters in Legs" – 2:50
14. "Yellow" (Balling, Jensen) – 3:48
15. "Didn't I Make You Laugh" – 5:09
16. "Never Say Goodbye" (Torben Johansen) – 4:15
17. "Buck" – 3:16
18. "Out on the Rebound from Love" (Balling, Jensen) – 3:24

### CD2
1. "Thermometer Song" – 4:43
2. "Blessed by a Lesser God" – 5:17
3. "The Party's Over" – 3:42
4. "My Girl and Me" – 3:57
5. "The Weighty Light Brigade" – 3:50
6. "Endings" – 6:00
7. "Mountain Song" – 4:29
8. "Steady Income" – 6:01

## Personel
Gangway
- Allan Jensen
- Henrik Balling
- Torben Johansen
- Cai Bojsen-Møller